# Užitá grafika

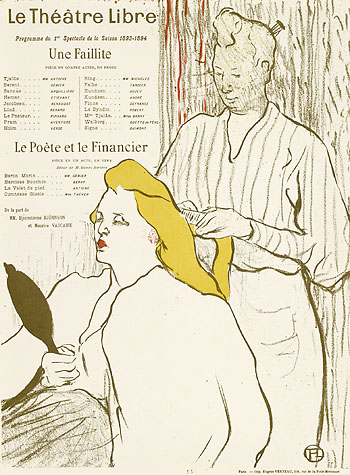
Příklad klasického uplatnění užité grafiky: Divadelní program zpracovaný Henrim de Toulouse-Lautrecem

Užitá grafika je souhrnné označení pro grafiku vytvořenou primárně jako nositele určité vizuální informace.
Příkladem klasické užité grafiky je plakát, obal knihy, poštovní známka, ex libris, booklet kompaktního disku či obal gramofonové desky, ale také kompletní grafické řešení novin či časopisů. S nástupem televize a především internetu postupně pronikla užitá grafika i do elektronických médií. Počítačová grafika je v současné době velmi dynamickým odvětvím užité grafiky. Koordinaci všech vizuálních výstupů počínaje tištěnými médii, přes média elektronická až po vizuální řešení podnikových prodejen, výstavních expozic, hlavičkového papíru či prvků městského mobiliáře řeší tzv. jednotný vizuální styl.
Klasickým médiem užité grafiky je tisk na papír. Dnes se však uplatňuje také tisk na jiné materiály, především v reklamě široce využívané plastové fólie a celou škálu obalových materiálů.